# Hrabstwo Fulton (Nowy Jork)
Fulton – hrabstwo (ang. county) w stanie  Nowy Jork w USA. Populacja wynosi 55 073 mieszkańców (stan według spisu z 2000 r.).
Powierzchnia hrabstwa wynosi 1380 km². Gęstość zaludnienia wynosi 43 osób/km².

## Miasta
- Bleecker
- Broadalbin
- Caroga
- Caroga Lake (CDP)
- Ephratah
- Gloversville
- Johnstown
- Mayfield
- Northampton
- Oppenheim
- Perth
- Stratford

## Wioski
- Broadalbin
- Mayfield
- Northville